# Jaroslav a Dana Stodolovi
Jaroslav Stodola (* 8. května 1966) a Dana Stodolová, rozená Bábiková (* 19. července 1970) jsou čeští sérioví vrazi, kteří v letech 2001 a 2002 zavraždili a oloupili 8 osob důchodového věku. Celkem se dopustili 17 závažných trestných činů, za které byli oba odsouzeni na doživotí. 

## Život před vraždami
Dana Stodolová se narodila na jihu Slovenska. Její otec se vůči rodině choval agresivně. Na základní škole měla dobrý prospěch a ve studiu pokračovala na gymnáziu, ze kterého však odešla, aby se dostala z dosahu agresivního otce. Ve svých 15 letech se provdala. O rok později se jí narodila dcera. Kvůli manželským problémům se brzy rozvedla a přestěhovala se se svou matkou a dvěma sestrami do Česka. Zde se provdala podruhé. S manželem odcestovala do Kanady, kde se živila jako barová tanečnice. V roce 1997 byla cestou z práce znásilněna a podle svých slov tak utrpěla trauma a následně začala intenzivně zneužívat léky. I její druhé manželství tak skončilo rozvodem. Stodolová se vrátila k matce do Slavošova na Kutnohorsku.
Jaroslav Stodola se narodil v Chabeřicích. Měl tři bratry a sestru. Oba rodiče pracovali v zemědělství. Otec byl alkoholik, který děti často bil. Matka se k nim chovala dobře. Jaroslav vychodil 5 tříd základní školy, poté byl přeřazen do školy zvláštní. Po škole nastoupil jako dělník do obuvnické továrny ve Zruči nad Sázavou. V 17 letech během hádky prohodil otce skleněnou výplní, za což ho ten obratem vystěhoval z domu. Od té chvíle bydlel na ubytovně. Základní vojenskou službu absolvoval u technických praporů. Z továrny ve Zruči odešel pracovat k soukromému obuvníkovi do Kácova. Zde spáchal také svůj první trestný čin, když okradl hostinského. Celkem byl odsouzen čtyřikrát. Byl znám jako klidný člověk. Agresivně se choval jen v opilosti, kdy vyvolával potyčky.
Dana a Jaroslav se seznámili na vesnické zábavě v roce 1988. Dana si však záhy našla jiného partnera. Na konci 90. let nastoupil Stodola na pozici pomocného dělníka v zemědělském družstvu v Trhovém Štěpánově. V roce 2001 zde dostal otravu krve. V čekárně u lékaře narazil na Danu, která mu nabídla, že se může léčit u ní. Postupně se z nich stali partneři a později i manželé. Oba byli zaměstnáni ve stejném podniku, podle Jaroslava však Dana nebyla schopná s penězi hospodařit a většinou je utratila hned po výplatě. Pár si proto musel často půjčovat. Přestože tyto půjčky řádně spláceli, byla jejich finanční situace zlá. Dana navíc odešla ze zaměstnání. Jaroslavovi tvrdila, že ji propustili. Musela se vystěhovat z podnikové ubytovny a Jaroslava přesvědčila, že si mohou přivydělat krádeží jejího vybavení. Byli však odhaleni a Jaroslav byl potrestán okamžitou výpovědí. Jejich finanční potíže se tak ještě zhoršily a Danu napadlo, že by je mohli vyřešit loupeží v domě nějakého seniora, kterého by urostlý Jaroslav snadno přemohl. Ten s tímto plánem souhlasil.

## Zločiny
Dne 30. září 2001 se zamaskovaní manželé Stodolovi vypravili do domu Aloise Miškovského (77) z Chabeřic, který byl známý tím, že půjčoval peníze. Důchodci pohrozili nožem a donutili ho vydat 160 000 Kč. Poté ho svázali a ponechali v domě, kde byl objeven ve velmi špatném stavu až o 2 dny později. Miškovský necelý rok poté zemřel.
Dne 16. listopadu 2001 se Stodolovi rozhodli vyloupit souseda Jaroslava Šandu (75) ze Slavošova, kde pobývali u matky Dany Stodolové. Zatímco se Jaroslav v brzkých ranních hodinách vyplížil z domu oknem, Dana si v kuchyni povídala s matkou a ujistila ji, že manžel ještě spí. Ten zatím přelezl plot Šandova pozemku a schoval se tak, aby měl výhled na hlavní vchod. Při akci se maskoval parukou a silonovou punčochou nataženou přes obličej. Do domu vnikl, když Šanda odešel do chléva. Schoval se za závěs v předsíni a když se Šanda vrátil, srazil ho na zem a donutil ho vydat 40 000 Kč. Při předávání peněz však Šanda Jaroslavovi strhl punčochu z obličeje, a ten ho v obavě z prozrazení uškrtil. Tělo uložil do postele, okolo které rozmístil zapálené svíčky. Z domu odcizil několik věcí a utekl. Od jedné ze svíček došlo k požáru, který zlikvidovala hasičská jednotka. Při Šandově pitvě došlo k několika pochybením. Lékař nenahlásil poranění hlavy a přehlédl také stopy po škrcení. Protože navíc Šanda před svou smrtí mluvil o tom, že svůj dům radši zapálí, než aby ho nechal svým synům, kteří si jeho majetek dělili ještě za jeho života, byl případ v roce 2002 uzavřen jako úmrtí bez cizího zavinění. Jaroslav dokonce Šandovi zvonil na pohřbu a zúčastnil se i smuteční hostiny.
Dne 28. listopadu 2001 vnikla Dana do domu sousedky Růženy Skohoutilové (68), která byla známa svou zálibou ve špercích. Zatímco Jaroslav hlídal před domem, Dana ženu uvnitř napadla tyčí. Společně ji poté svázali a bitím nutili prozradit, kde schovává peníze. Když odmítla, udusil ji Jaroslav pomocí šátku a polštáře. Pod postelí našli 50 000 Kč a odcizili několik dalších věcí. Tělo zakopali na zahradě společně s doklady a několika předměty denní potřeby. Chtěli tak vytvořit dojem, že žena někam odcestovala. Tělo Skohoutilové objevil její zeť 4. května 2002 při stavbě fóliovníku. Policie z vraždy obvinila trojici mužů, kteří v okolí okrádali důchodce. Tito pachatelé se týden před vraždou pokusili oloupit i Skohoutilovou, která se o tom zmínila matce Dany. Později vyšlo najevo, že důvodem vraždy Skohoutilové mohlo být její vyjádření, že viděla vraha Jaroslava Šandy.
Dne 30. dubna 2002 požádali manželé Stodolovi před domem v obci Měchonice Antonína Krále (66) o vodu. Když otevřel dveře, zatlačili ho do domu. Tam ho i s jeho ženou Marií (62) svázali, každého odvedli do jiné místnosti a nutili prozradit, kde schovávají peníze. Když jim to Marie řekla, Jaroslav je uškrtil kabelem od lampičky. Těla poté rozvázali a pustili plynový sporák. Dana odešla dveřmi, Jaroslav za ní zevnitř zamkl a protáhl se ven okénkem na toaletě. Mrtvou dvojici objevil až jejich příbuzný, kterého na jejich zmizení upozornili sousedé. Jako předběžná příčina úmrtí bylo uvedeno udušení plynem ze sporáku. Protože však mohlo vzniknout i jeho nedbalou instalací, bylo zahájeno vyšetřování a nařízena soudní pitva. Ačkoliv na těle musely být patrné stopy po škrcení, bylo za oficiální příčinu smrti označeno udušení. Vyšetřovatelé také udělali řadu pochybení. Zcela byl ignorován názor soudních znalců, kteří vyloučili, že by sporák dokázal zaplnit plynem tak velký prostor, a případ byl odložen.
Dne 11. srpna 2002 krátce před půlnocí vtrhla maskovaná dvojice do domu manželů Hromasových v Chabeřicích. Jaroslav tuto loupež provést nechtěl. Růžena Hromasová pracovala s jeho matkou v kravíně a v dětství se o něj několikrát starala během opileckých výstupů jeho otce. Dana mu tedy nařídila, aby se postaral o jejího manžela Václava, kterého tak dobře neznal. Jaroslav vyrazil dveře a Dana okamžitě napadla Růženu. Společně ji přivázali k židli a Dana ji začala škrtit ručníkem a kalhotkami, které strhla z prádelní šňůry. Hluk probudil Václava, který spal ve vedlejší místnosti. Jaroslav ho zatlačil zpět a odhodil na postel, kde ho svázal. Václav mu řekl o 20 000 korunách schovaných v hrnku na polici. Stodolovi peníze odcizili a z domu odešli. Růžena a Václav Hromasovi loupež přežili, pachatele však nepoznali.
Další vraždu spáchala Dana bez účasti manžela. Dne 14. září 2002 odjela vlakem do Jindřichova Hradce, kde se ptala na možnost zaměstnání a ubytování. Byla jí doporučena Kardašova Řečice. Tam se seznámila s Marií Čondlovou (78), jejíž důvěru si získala historkou o tom, že je obětí povodní v Praze. Žena ji nechala u sebe v domě přespat. Když se druhý den vrátila z nákupu, přistihla Danu, jak jí prohledává věci. Ta ženu napadla, přemohla a svázala na židli. Nutila ji prozradit úkryt peněz. Když Čondlová odmítala, zacpala jí Dana ústa roubíkem, dvakrát ji udeřila válečkem do hlavy a čtyřikrát bodla nožem do hrudníku. Poté dům prohledala, uklidila a ještě jednu noc v něm přespala. Policie od počátku tento případ vyšetřovala jako vraždu. Podařilo se jí získat i popis podezřelé. Pátrání po její totožnosti však skončilo neúspěchem.
Dne 28. října 2002 napadli ve Slavošově Josefa Malinu (81), který bydlel v domě naproti nim. Malina se často na veřejnosti chlubil tím, že má našetřenu větší sumu peněz. Stodolovi počkali, až ráno otevře dveře, aby vyvětral. Jaroslav ho omráčil silným úderem do hlavy a poté jej vynesl na půdu, kde se ho pokusil oběsit na telefonním kabelu za trám. Kabel se ale přetrhl a Malina spadl na podlahu. Jaroslav ho ve vzteku ukopal a tělo se opět pokusil pověsit za trám, což se mu nepodařilo. Z domu si odnesli 10 000 Kč. Vkladní knížky s téměř 2 miliony nenašli. Při vyšetřování nebylo zjištěno cizí zavinění a Malinova smrt byla označena za sebevraždu. I v tomto případě došlo k několika závažným pochybením ve vyšetřování.
Dne 2. prosince 2002 se Stodolovi vloupali v Brněnci do domu, ve kterém žila Božena Cerháková (92) se svou dcerou Helenou (52). Helena měla v úmyslu koupit ubytovnu, na které Stodolovi tou dobou bydleli. Předpokládali proto, že je značně bohatá. V době vloupání byla u Boženy na návštěvě i její druhá dcera Dagmar Weissová (62). Ta se pokusila bránit, ale Jaroslav ji přemohl a spoutal. Helenu přinutili prozradit, kde ukrývá peníze a vkladní knížky. Poté se rozhodli všechny tři ženy zabít. Dagmar uškrtil Jaroslav šátkem. Boženu povalil na postel a zakryl jí obličej polštářem. Když se přestala hýbat, odvedli společně Helenu do koupelny, kde ji Jaroslav ve vaně uškrtil. Poté, co odešel, napustila Dana vodu a pořezala jí zápěstí, aby vše vypadalo jako hádka sester, při které Helena zabila Dagmar a poté spáchala sebevraždu, což vedlo k srdečnímu selhání matky. Dana opět odešla hlavním vchodem a Jaroslav ze zamčeného bytu vylezl okénkem nad dveřmi. Božena i přes velmi pokročilý věk a dušení polštářem útok přežila, zavolala pomoc a posléze podala velmi nesouvislé svědectví, podle kterého na ně zaútočil vysoký muž z ubytovny. Popis seděl na opakovaně trestaného Jaroslava Stodolu. Kriminalisté manželský pár prověřili a zjistili, že krátce po vraždách splatili větší dluh a z ubytovny se odstěhovali. Splacení dluhu bylo podezřelé i kvůli tomu, že k němu došlo v předvánočním čase, kdy se velké množství lidí naopak zadlužuje. Podle státní zástupkyně však neexistoval dostatek důkazů pro vznesení obvinění.

## Dopadení
Jaroslavův psychický stav se po vraždách v Brněnci výrazně zhoršil a pokusil se o sebevraždu spolykáním sedativ v kombinaci s alkoholem. Daně se ho však podařilo zachránit a brzy se zotavil. V nemocnici se dozvěděl o bohaté důchodkyni z obce Onšovec. Koncem ledna se do místa jejího údajného bydliště vypravili, její dům však nedokázali nalézt. Dne 3. února 2003 se Dana záměrně ušpinila bahnem před domem Josefa Peroutky (78) v Hrádku na Kutnohorsku. Jaroslav poté zazvonil u jeho dveří a poprosil o vodu pro svou těhotnou manželku, která před domem omdlela. Poté se ho zeptali, zda by si nemohli sednout na schody před vchodem a trochu si odpočinout. Když je důchodce vpustil brankou, donutili ho s nožem v ruce vejít do domu, který začali okamžitě prohledávat. Peroutka je upozornil na to, že očekává svého syna, proto ho zamkli ve sklepě, ve spěchu odcizili pouze nějaké sladkosti a mobilní telefon a dům opustili. Při odchodu potkali policistu, který Jaroslava už dříve vyšetřoval v souvislosti se sérií podezřelých úmrtí seniorů v Slavošově a okolí. Byl tehdy vytipován policií kvůli své kriminální minulosti. Policista věděl, že se dlouhodobě zdržovali na ubytovně v Brněnci a proto se jich zeptal, proč přijeli. Nedostalo se mu uspokojivé odpovědi. Když se Josef Peroutka svépomocí dostal ze sklepa a telefonicky ohlásil loupež, které se měl dopustit vysoký muž a mladá žena, vzpomněl si tento policista na své setkání se Stodolovými a ti byli zadrženi.
Jaroslav svou vinu přiznal, podíl Dany se však snažil bagatelizovat. Na základě tohoto zločinu bylo obnoveno vyšetřování dvojnásobné vraždy v Brněnci, kde Stodolovi žili a z níž byl Jaroslav původně podezřelý. Brzy byly zajištěny fyziologické stopy potvrzující jeho přítomnost na místě činu. Během vyšetřování trval na tom, že vraždil sám. Při rekonstrukci se však ukázalo, že vůbec netušil o poranění na rukách Heleny Cerhákové. Po ukončení vyšetřování vražd v Brněnci následovalo vyšetřování v Slavošově a okolí. Jaroslav i nadále odmítal účast své manželky, která se přiznat odmítla. Ke zvratu došlo ve chvíli, kdy začala vypovídat k vraždě Marie Čondlové z Kardašovy Řečice. Průběh zločinu popsala velmi přesně, za pachatele však označila manžela a tvrdila, že jí o něm vyprávěl. Jaroslav se k činu doznal, během rekonstrukce se však ukázalo, že o něm nic neví, neboť, jak později uvedl, o této vraždě se dozvěděl až během vyšetřování. Nakonec se rozhodl Danu přestat krýt a věrohodně popsal průběh všech jimi spáchaných zločinů. Pod tíhou důkazů začala postupně vypovídat i Dana. Dne 26. dubna 2004 byli oba manželé Krajským soudem v Hradci Králové odsouzeni k doživotnímu vězení. Během výkonu trestu spolu komunikovali výhradně písemně, ačkoliv se mohli stýkat. V roce 2006 byli v nepřítomnosti po vzájemné dohodě rozvedeni.

## Odraz v kultuře
Případu manželů Stodolových se věnují dva díly dokumentární série Legendy kriminalistiky (od roku 2017).
V roce 2023 byl v režii Petra Hátleho natočen film Manželé Stodolovi, který je inspirován skutečnými událostmi a činy manželů Stodolových.
V roce 2023 se Jaroslav Stodola objevil v šestém díle dokumentární kriminální minisérie Bez lítosti, která nabízí pohled na kriminální případy, které otřásly Českou republikou.
Zločiny Stodolových se zabývá dokumentární seriál Případ Stodolovi, jehož součástí je rozhovor s Jaroslavem Stodolou a matkou Dany.
Zločiny Stodolových byly popsány v podcastu Noční můry pod názvem Nejhorší pár v historii Česka.